# Ísis Regina
Isis Regina de Brito Albuquerque (Rio de Janeiro, 4 de junho de 1969) é uma cantora, radialista e apresentadora de televisão brasileira. Isis já foi também premiada com um disco de ouro em 2003 pela ABPD.

## Biografia
Começou a carreira nos anos 80, na Rádio Copacabana, uma das emissoras AM mais populares e famosas do Rio de Janeiro, naquele período aos 18 anos trabalhava como radialista. Em 1987, aos 21 anos, se casou com Dr. Maurício Albuquerque, formado em medicina e odontologia, sendo pastor da Igreja Universal e, em 1994, teve sua única filha Isabela.
Isis Regina, é locutora e radialista. Foi apresentadora do Gospel Line, e diretora na Rede Record, e em 1999 começou a carreira de apresentadora na Rede Mulher, apresentando o Programa da Mulher, revista eletrônica feminina, com duração inicial de 30 minutos, se tornando um sucesso. Em 2002 lançou seu primeiro álbum(águas Cristalinas) sendo cantora de música gospel e apresentadora do programa A Noite é Nossa, na Rede Record, um programa de variedades que gerou recorde em audiência, ficando entre o segundo e primeiro lugar no ibope, muito disputado na época. Lançou o projeto para "Mães em Oração", com a grande repercussão, o livro: 'Mães em Oração' foi lançado, ganhando destaque mundialmente.

## Discografia
- 2002: Águas Cristalinas
- 2005: Nos Montes da Adoração
- 2015: Mulheres
- 2016: Segredos do Altar